# Rhytisternus
Rhytisternus is een geslacht van kevers uit de familie van de loopkevers (Carabidae). De wetenschappelijke naam van het geslacht is voor het eerst geldig gepubliceerd in 1865 door Chaudoir.

## Soorten
Het geslacht Rhytisternus omvat de volgende soorten:
- Rhytisternus angustulus Macleay, 1888
- Rhytisternus arnheimensis (Castelnau, 1867)
- Rhytisternus bovilli Blackburn, 1890
- Rhytisternus callabonnensis Sloane, 1895
- Rhytisternus cardwellensis Blackburn, 1892
- Rhytisternus carpentarius Sloane, 1895
- Rhytisternus cyathoderus (Chaudoir, 1865)
- Rhytisternus froggatti (Macleay, 1888)
- Rhytisternus gigas Sloane, 1895
- Rhytisternus laevidorsis (Tschitscherine, 1890)
- Rhytisternus laevilaterus (Chaudoir, 1865)
- Rhytisternus laevis (Macleay, 1883)
- Rhytisternus limbatus Macleay, 1888
- Rhytisternus liopleurus (Chaudoir, 1865)
- Rhytisternus mastersii (Macleay, 1871)
- Rhytisternus miser (Chaudoir, 1865)
- Rhytisternus nigellus Sloane, 1895
- Rhytisternus obtusus Sloane, 1895
- Rhytisternus plebeius (Chaudoir, 1874)
- Rhytisternus puellus (Chaudoir, 1865)
- Rhytisternus solidus Sloane, 1895
- Rhytisternus splendens Blackburn, 1892
- Rhytisternus stuarti Sloane, 1895
- Rhytisternus sulcatipes Blackburn, 1888